# Sebastián Rambert
Sebastián Rambert (Bernal, 30 de janeiro de 1974) é um treinador ex-futebolista profissional argentino que atuava como atacante.

## Carreira
Sebastián Rambert se profissionalizou no Independiente.

## Seleção
Sebastián Rambert integrou a Seleção Argentina de Futebol na Copa Rei Fahd de 1995, na Arábia Saudita.

## Títulos
Seleção argentina
- Jogos Pan-Americanos de 1995: - Ouro
- Copa Rei Fahd de 1995: - vice